# Ahtna
L'idioma ahtna o ahtena és una llengua del grup atabascà, que forma part de la família lingüística na-dené. Es troba en perill d'extinció, perquè d'acord amb l'Ethnologue de l'Institut Lingüístic d'Estiu (SIL International), l'any 2000 només hi havia 35 parlants de la llengua a la vall del riu Copper, a Alaska (Estats Units). Aquest idioma és la llengua materna del poble ahtna, la població ètnica del qual era d'aproximadament 500 persones en 1995. Els membres de les generacions més joves d'aquesta nació han substituït la llengua nativa per l'idioma anglès.

## Comparació lèxica
| Ahtna   | Tanacross | Alt Tanana | GLOSSA          |
| ------- | --------- | ---------- | --------------- |
| udzih   | wudzih    | bedzeyh    | caribú          |
| ggax    | gah       | gwx        | conill          |
| tsa'    | tsá'      | tso'       | castor          |
| dzen    | dzenh     | dzenh      | rata almizclada |
| niduuyi | niidûuy   | niduuy     | linx            |